# Bryan Birch
Pour les articles homonymes, voir Birch.
Bryan John Birch, né en 1931, est un mathématicien britannique.

## Biographie
Bryan Birch étudie à l'école de Shrewsbury, puis au Trinity College de Cambridge. Son directeur de thèse officiel est John Cassels. Plus influencé par Harold Davenport, il démontre le théorème de Birch, l'un des résultats où la méthode du cercle de Hardy-Littlewood fait ses preuves ; ce théorème montre que toute forme rationnelle de degré impair en un nombre « suffisant » de variables a des zéros entiers non triviaux. Le nombre d'Erdős de Birch est 2, à plusieurs titres, puisqu'entre 1958 et 1965, il a copublié avec Harold Davenport, Sarvadaman Chowla et Andrzej Schinzel.
Il collabore ensuite étroitement avec Peter Swinnerton-Dyer, sur des calculs concernant les fonctions L de Hasse-Weil des courbes elliptiques. Cela les conduit à formuler leur conjecture liant le rang d'une courbe elliptique à l'ordre d'un certain zéro de sa fonction L, conjecture qui a une influence majeure sur le développement de la théorie des nombres depuis le milieu des années 1960, mais sur laquelle on n'a encore que des résultats partiels. Il introduit les symboles modulaires (en) vers 1971.
Dans ses recherches ultérieures, il contribue à la K-théorie algébrique (conjecture de Birch-Tate (en)). Il formule des idées sur le rôle des points de Heegner (il a fait partie de ceux qui reconsidérèrent le travail — initialement non reconnu — de Kurt Heegner sur le problème du nombre de classes égal à 1). Birch met en place le contexte dans lequel est démontré le théorème de Gross-Zagier sur les points de Heegner.
Il épouse Gina Margaret Christ en 1961. Ils ont trois enfants.

## Prix et distinctions
Birch est chercheur invité à l'Institute for Advanced Study en 1983. Il a obtenu le prix Senior Whitehead en 1993 et la médaille De Morgan en 2007. En 1972, il devient membre de la Royal Society en 2012, de l'American Mathematical Society.
En 2021 il est lauréat de la médaille Sylvester.

## Sélection de publications
- (éditeur, avec A. O. L. Atkin) (en) Computers in Number Theory, Academic Press, 1973
- (éditeur, avec Willem Kuyk) (en) Modular Functions of One Variable IV, Springer, coll. « Lecture Notes in Mathematics » (no 476), 1975
- (éditeur, avec Heini Halberstam et Claude Rogers) (en) The Collected Works of Harold Davenport, Academic Press, 1977